# Maurice Van Damme
Maurice Van Damme   (1888 - segle XX) va ser un tirador d'esgrima belga, especialista en floret, que va competir durant la dècada de 1920.
El 1924 va prendre part en els Jocs Olímpics de París, on disputà dues proves del programa d'esgrima. En la competició de floret per equips guanyà la medalla de plata, mentre en la floret individual guanyà la de bronze.